# Статистика и рекорды ФК «Спартак» (Москва)
Данная статья посвящена статистике и рекордам футбольного клуба «Спартак» (Москва).
Статья содержит основную информацию о лучших бомбардирах и игроках с наибольшим количеством матчей в истории клуба, об итоговых достижениях во всех официальных соревнованиях и статистике тренерских карьер. Также приводятся списки крупнейших побед и поражений, рекордные трансферные суммы, статистика по количеству зрителей и другое.

## Трофеи
«Спартак» является самым титулованным клубом России (37 трофеев). Клубу принадлежат рекорды по количеству побед в чемпионате России (10 титулов) и в Кубке СССР (10 побед). Кроме того, «Спартак» шесть раз в своей истории выигрывал «дубль» (победы в чемпионате и кубке в течение одного сезона) и является единственной командой в СССР которая дважды подряд выигрывала «дубль» (сезоны 1938, 1939). «Спартак» является самой успешной из российских команд в главном клубном турнире Европы (1/2 финала Кубка европейских чемпионов в сезоне 1990/91). Также клуб в 1995 году повторил рекорд по числу побед в групповом этапе Лиги чемпионов (6 побед в 6 матчах).

### Национальные титулы
Чемпионат СССР / Чемпионат России (10, рекорд)
- Чемпион (22): 1936 (осень), 1938, 1939, 1952, 1953 , 1956, 1958, 1962, 1969, 1979 , 1987, 1989, / 1992, 1993, 1994 ,1996, 1997, 1998, 1999, 2000 , 2001, 2016/17
- Серебряный призёр (18): 1937, 1954, 1955, 1963, 1968, 1974, 1980, 1981, 1983, 1984, 1985, 1991, / 2005, 2006, 2007, 2009, 2011/12, 2020/21
- Бронзовый призёр (12): 1936 (весна), 1940, 1948, 1949, 1957, 1961, 1970, 1982, 1986, / 1995, 2002, 2017/18

Кубок СССР (10, рекорд) / Кубок России
- Обладатель (14): 1938, 1939, 1946, 1947, 1950, 1958, 1963, 1965, 1971, 1991/92, / 1993/94, 1997/98, 2002/03, 2021/22
- Финалист (7): 1948, 1952, 1957, 1972, 1981, / 1995/96, 2005/06

Суперкубок России
- Обладатель: 2017
- Финалист (4): 2004, 2006, 2007, 2022

Первая лига СССР
- Чемпион: 1977

Приз Всесоюзного комитета / Кубок федерации футбола СССР
- Чемпион: 1987

### Турниры УЕФА
Лига чемпионов УЕФА
- 1/2 финала: 1990/91

Лига Европы УЕФА
- 1/2 финала: 1997/98

Кубок обладателей кубков УЕФА
- 1/2 финала: 1992/93

Кубок Интертото
- 1/4 финала: 2004

### Международные титулы
Кубок чемпионов Содружества (6, рекорд)
- Чемпион (6): 1993, 1994, 1995, 1999, 2000, 2001
- Серебряный призёр (3): 1997, 1998, 2002

### Ранние и региональные турниры
Кубок КФС — «Коломяги»
- Серебряный призёр (2): 1921, 1922

Кубок Чемпионов двух Столиц (Кубок Тосмена) (2, рекорд)
- Победитель (2): 1924, 1929
- Серебряный призёр: 1923

Чемпионат Москвы
- Чемпион (7): 1923 (весна), 1924 (весна), 1927 (осень), 1929 (весна), 1934 (весна), 1938 (весна), 1942 (осень)
- Серебряный призёр (3): 1924 (осень), 1929 (осень), 1935 (весна)
- Бронзовый призёр (6): 1926, 1927 (весна), 1928, 1942 (весна), 1943, 1944

Кубок Москвы
- Победитель: 1942

### Молодёжная команда
Первенство дублёров СССР по футболу / Турнир дублёров РФПЛ (2, рекорд) / Молодёжное первенство (4, рекорд)
- Чемпион (15): 1946, 1953, 1954, 1955, 1956, 1958, 1961, 1962, 1986, / 2006, 2007, / 2008, 2010, 2012/13, 2016/17
- Серебряный призёр (13): 1948, 1957, 1970, 1975, 1982, 1985, 1987, 1989, / 2009, 2011, 2011/12, 2014/15, 2018/19
- Бронзовый призёр (7): 1949, 1950, 1959, 1980, 1988, 1990, 1991

Чемпионат Москвы для дублёров
- Чемпион (2): 1927 (весна), 1927 (осень)
- Серебряный призёр (7): 1923 (весна), 1923 (осень), 1924 (весна), 1926, 1928, 1930 (осень), 1935 (весна)
- Бронзовый призёр (3): 1930 (весна), 1939, 1941 (осень)

Кубок Москвы для дублёров
- Победитель: 1939

Кубок РСФСР для дублёров и коллективов физкультуры
- Серебряный призёр: 1939

Турнир Виареджо
- Бронзовый призёр: 1985

Молодёжный кубок Блу Старс/ФИФА
- Победитель (2): 1991, 1992

### «Дубли»
Чемпионат СССР / Чемпионат России, Кубок СССР / Кубок России
- Дубль (6): 1938, 1939, 1958, / 1992, 1994, 1998

## Индивидуальные рекорды игроков

### Матчевые рекорды и статистика
- Наибольшее число матчей во всех соревнованиях: 514 — Фёдор Черенков
- Наибольшее число матчей в чемпионате СССР: 368 — Игорь Нетто
- Наибольшее число матчей в чемпионате России: 324 — Егор Титов
- Наибольшее число матчей в Кубке СССР: 48 — Геннадий Логофет
- Наибольшее число матчей в Кубке России: 39 — Егор Титов
- Наибольшее число матчей в Кубке федерации футбола СССР: 20 — Фёдор Черенков
- Наибольшее число матчей в еврокубках: 77 — Егор Титов

#### Игроки с наибольшим количеством проведённых сезонов
В таблице показаны только сезоны за основную команду
| №     | Имя               | Период                | Всего |
| ----- | ----------------- | --------------------- | ----- |
| 1     | Игорь Нетто       | 1949—1966             | 18    |
| 2-4   | Фёдор Черенков    | 1978—1990, 1991, 1993 | 15    |
| 2-4   | Геннадий Логофет  | 1961—1975             | 15    |
| 2-4   | Сергей Родионов   | 1979—1990, 1993—1995  | 15    |
| 5     | Анатолий Ильин    | 1949—1962             | 14    |
| 6-9   | Егор Титов        | 1995—2008             | 13    |
| 6-9   | Галимзян Хусаинов | 1961—1973             | 13    |
| 6-9   | Алексей Парамонов | 1947—1959             | 13    |
| 6-9   | Владимир Петров   | 1959—1971             | 13    |
| 10-11 | Василий Соколов   | 1938—1951             | 12    |
| 10-11 | Дмитрий Ананко    | 1991—2002             | 12    |

#### Игроки с наибольшим количеством матчей
В таблице показаны только официальные матчи.
| №  | Имя               | Период                | Всего | Чемпионат | Кубок | Еврокубки | Прочие |
| -- | ----------------- | --------------------- | ----- | --------- | ----- | --------- | ------ |
| 1  | Фёдор Черенков    | 1978—1990, 1991, 1993 | 514   | 398       | 42    | 54        | 20     |
| 2  | Егор Титов        | 1992—2008             | 446   | 324       | 39    | 77        | 6      |
| 3  | Ринат Дасаев      | 1977—1988             | 428   | 335       | 40    | 50        | 3      |
| 4  | Геннадий Логофет  | 1960—1975             | 413↑  | 349       | 48↑   | 16        | 0      |
| 5  | Игорь Нетто       | 1948—1966             | 407   | 368       | 37    | 0         | 2      |
| 6  | Галимзян Хусаинов | 1961—1973             | 404↑  | 347       | 44↑   | 13        | 0      |
| 7  | Сергей Родионов   | 1978—1990, 1993—1995  | 388   | 303       | 27    | 54        | 4      |
| 8  | Юрий Гаврилов     | 1977—1985             | 345   | 280       | 32    | 33        | 0      |
| 9  | Сергей Шавло      | 1977—1982, 1984—1985  | 315   | 256       | 31    | 28        | 0      |
| 10 | Алексей Парамонов | 1947—1959             | 310   | 264       | 38    | 0         | 8      |
| 11 | Евгений Ловчев    | 1969—1978             | 304↑  | 250       | 35↑   | 19        | 0      |
| 12 | Анатолий Крутиков | 1959—1968             | 295   | 269       | 23    | 3         | 0      |
| 13 | Николай Осянин    | 1966—1971, 1974—1976  | 284   | 248       | 19    | 17        | 0      |
| 14 | Дмитрий Хлестов   | 1989—2000, 2002       | 284   | 195       | 24    | 60        | 5      |
| 15 | Василий Соколов   | 1938—1951             | 282↑  | 262       | 20↑   | 0         | 0      |
| 16 | Евгений Кузнецов  | 1982—1989             | 278   | 209       | 21    | 37        | 11     |
| 17 | Андрей Тихонов    | 1992—2000, 2011       | 271   | 198       | 20    | 53        | 0      |
| 18 | Анатолий Ильин    | 1949—1962             | 263↑  | 228       | 29↑   | 0         | 6      |
| 19 | Михаил Булгаков   | 1970—1979             | 258   | 206       | 38    | 14        | 0      |
| 20 | Никита Симонян    | 1949—1959             | 250   | 215       | 30    | 0         | 5      |

### Голевые рекорды и статистика
- Наибольшее число голов во всех соревнованиях: 162 — Никита Симонян
- Наибольшее число голов в чемпионате СССР: 135 — Никита Симонян
- Наибольшее число голов в чемпионате России: 86 — Егор Титов
- Наибольшее число голов в Кубке СССР: 25 — Никита Симонян
- Наибольшее число голов в Кубке России: 7 — Андрей Пятницкий
- Наибольшее число голов в Кубке федерации футбола СССР: 8 — Фёдор Черенков
- Наибольшее число голов в еврокубках: 22 — Сергей Родионов
- Наибольшее количество голов в сезоне в чемпионате СССР:
  - в 44-матчевом сезоне: 16 — Николай Осянин, 1969
  - в 38-матчевом сезоне: 15 — Юрий Севидов, 1963
  - в 36-матчевом сезоне: 34 — Никита Симонян, 1950
  - в 34-матчевом сезоне: 26 — Никита Симонян, 1949
  - в 32-матчевом сезоне: 12 — Галимзян Хусаинов, 1970
  - в 30-матчевом сезоне: 19 — Георгий Ярцев, 1978
  - в 28-матчевом сезоне: 10 — Никита Симонян, 1951
  - в 26-матчевом сезоне: 18 — Виктор Семёнов, 1939
  - в 25-матчевом сезоне: 18 — Алексей Соколов, 1938
  - в 24-матчевом сезоне: 18 — Виктор Семёнов, 1940
  - в 22-матчевом сезоне: 20 — Анатолий Ильин, 1957
  - в 20-матчевом сезоне: 16 — Юрий Севидов, 1962
  - в 16-матчевом сезоне: 8 — Леонид Румянцев, 1937
  - в 15-матчевом сезоне: 6 — Михаил Булгаков, 1976 (осень)
  - в 13-матчевом сезоне: 8 — Алексей Парамонов, 1952
  - в 7-матчевом сезоне: 7 — Георгий Глазков, 1936 (осень)
  - в 6-матчевом сезоне: 5 — Георгий Глазков, 1936 (весна)
- Наибольшее количество голов в сезоне в чемпионате России:
  - в 44-матчевом сезоне: 13 — Эммануэль Эменике, 2011/12
  - в 34-матчевом сезоне: 18 — Владимир Бесчастных, 1993
  - в 32-матчевом сезоне: 12 — Дмитрий Радченко, 1992
  - в 30-матчевом сезоне: 21 — Веллитон, 2009
- Самый быстрый гол в чемпионате России: на 10-й секунде — Эммануэль Эменике, против «Алании», Премьер-лига, 21 июля 2012
- Единственный игрок сделавший хет-трик в своём дебютном матче: Юра Мовсисян, против «Терека», Премьер-лига, 10 марта 2013[3]

#### Список игроков, забивавших четыре мяча в одной игре
В таблице показаны только официальные матчи.
| №  | Дата       | Страна | Игрок             | Соперник                | Поле | Турнир | Минуты          | Счёт | * |
| -- | ---------- | ------ | ----------------- | ----------------------- | ---- | ------ | --------------- | ---- | - |
| 1  | 07.07.1938 | URS    | Виктор Семёнов    | Темп (Баку)             | Д    | ЧСССР  | 01, 15, 53, 59  | 5:1  |   |
| 2  | 08.09.1946 | URS    | Иван Конов        | Динамо (Минск)          | Д    | ЧСССР  | 02, 05, ??, ??  | 6:0  |   |
| 3  | 15.08.1949 | URS    | Алексей Парамонов | Даугава (Рига)          | Д    | ЧСССР  | 38, 45, 70, 74  | 6:1  |   |
| 4  | 26.10.1949 | URS    | Сергей Сальников  | Спартак (Херсон)        | Д    | КСССР  | 05, ??, ??, квт | 7:1  |   |
| 5  | 09.06.1956 | URS    | Иван Мозер        | Буревестник (Кишинёв)   | Д    | ЧСССР  | 31, 55, 60, свт | 9:2  |   |
| 6  | 29.09.1962 | URS    | Юрий Севидов      | Шахтёр (Донецк)         | Д    | ЧСССР  | 11, 27, 64, 69  | 4:0  |   |
| 7  | 05.11.1962 | URS    | Галимзян Хусаинов | СКА (Ростов-на-Дону)    | Г    | ЧСССР  | 15, 25, 42, 81  | 1:6  |   |
| 8  | 03.08.1966 | URS    | Николай Осянин    | Торпедо (Кутаиси)       | Д    | ЧСССР  | 42, 62, 86, 88  | 4:3  |   |
| 9  | 30.06.1978 | URS    | Георгий Ярцев     | Кайрат (Алма-Ата)       | Д    | ЧСССР  | 23, 49, 63, 78  | 4:1  |   |
| 10 | 07.09.1982 | URS    | Сергей Швецов     | Нефтчи (Баку)           | Д    | ЧСССР  | 35, 65, 76, 83  | 5:0  |   |
| 11 | 28.09.1983 | URS    | Юрий Гаврилов     | ХИК (Хельсинки)         | Г    | КЕЧ    | 14, 30, 57, 82  | 0:5  |   |
| 12 | 09.04.1994 | RUS    | Валерий Масалитин | Крылья Советов (Самара) | Д    | ЧР     | 11, 27, 32, 83  | 5:0  |   |
| 13 | 02.10.1994 | RUS    | Андрей Тихонов    | Крылья Советов (Самара) | Г    | ЧР     | 15, 35, 69, 88  | 2:6  |   |
| 14 | 09.09.1998 | RUS    | Александр Ширко   | Тюмень (Тюмень)         | Д    | ЧР     | 12, 29, 65, 82  | 7:0  |   |
| 15 | 23.11.2024 | CRI    | Манфред Угальде   | Локомотив (Москва)      | Д    | ЧР     | 10, 21, 34, 73  | 5:2  |   |

#### Список игроков, забивавших три мяча в одной игре
В таблице показаны только официальные матчи.
| №  | Дата       | Страна | Игрок               | Соперник                    | Поле | Турнир | Минуты        | Счёт | * |
| -- | ---------- | ------ | ------------------- | --------------------------- | ---- | ------ | ------------- | ---- | - |
| 1  | 16.08.1936 | URS    | Георгий Глазков     | Динамо (Тбилиси)            | Д    | ЧСССР  | 05, 43, 45    | 3:3  |   |
| 2  | 14.10.1938 | URS    | Владимир Степанов   | Динамо (Ростов-на-Дону)     | Д    | ЧСССР  | 03, 30, 52    | 7:1  |   |
| 3  | 06.11.1938 | URS    | Павел Корнилов      | Крылья Советов (Москва)     | Д    | ЧСССР  | ??, ??        | 6:1  |   |
| 4  | 08.07.1939 | URS    | Павел Корнилов      | Динамо (Одесса)             | Д    | ЧСССР  | 19, 43, 51    | 8:0  |   |
| 5  | 02.05.1941 | URS    | Алексей Соколов     | Спартак (Харьков)           | Г    | ЧСССР  | 03, 43, ??    | 1:5  |   |
| 6  | 30.09.1946 | URS    | Иван Конов          | Трактор (Сталинград)        | Г    | ЧСССР  | ??, ??, ??    | 1:3  |   |
| 7  | 26.06.1947 | URS    | Николай Дементьев   | Динамо (Минск)              | Г    | ЧСССР  | ??, ??, ??    | 1:8  |   |
| 8  | 26.06.1947 | URS    | Георгий Глазков     | Динамо (Минск)              | Г    | ЧСССР  | ??, ??, ??    | 1:8  |   |
| 9  | 23.05.1948 | URS    | Борис Чучелов       | Крылья Советов (Куйбышев)   | Д    | ЧСССР  | 53, 61, 72    | 7:1  |   |
| 10 | 22.06.1948 | URS    | Иван Конов          | Локомотив (Москва)          | Г    | ЧСССР  | 45, ??, ??    | 1:5  |   |
| 11 | 22.08.1948 | URS    | Иван Конов          | Динамо (Минск)              | Д    | ЧСССР  | 04, 44, ??    | 3:2  |   |
| 12 | 24.05.1949 | URS    | Виктор Терентьев    | ВВС (Москва)                | Г    | ЧСССР  | 43, 73, 84    | 1:4  |   |
| 13 | 29.05.1949 | URS    | Виктор Терентьев    | Динамо (Ленинград)          | Д    | ЧСССР  | 23, 30, 64    | 8:1  |   |
| 14 | 29.07.1949 | URS    | Никита Симонян      | Торпедо (Сталинград)        | Д    | ЧСССР  | ??, ??, ??    | 8:2  |   |
| 15 | 08.09.1949 | URS    | Никита Симонян      | Крылья Советов (Куйбышев)   | Г    | ЧСССР  | 19, 67, 68    | 0:6  |   |
| 16 | 17.09.1949 | URS    | Никита Симонян      | Локомотив (Москва)          | Г    | ЧСССР  | ??, 50, ??    | 4:6  |   |
| 17 | 10.05.1950 | URS    | Никита Симонян      | Нефтяник (Баку)             | Д    | ЧСССР  | 03, ??, ??    | 4:0  |   |
| 18 | 20.08.1950 | URS    | Никита Симонян      | Локомотив (Москва)          | Д    | ЧСССР  | ??, ??, ??    | 6:1  |   |
| 19 | 05.09.1950 | URS    | Никита Симонян      | Даугава (Рига)              | Д    | ЧСССР  | ??, ??, ??    | 5:0  |   |
| 20 | 11.06.1951 | URS    | Алексей Парамонов   | ВМС (Москва)                | Д    | ЧСССР  | 15, 25, нвт   | 5:3  |   |
| 21 | 22.09.1951 | URS    | Никита Симонян      | ОДО (Ташкент)               | Д    | КСССР  | спт, ??, квт  | 8:2  |   |
| 22 | 06.08.1952 | URS    | Никита Симонян      | Динамо (Минск)              | Д    | ЧСССР  | 18, 31, 61    | 3:0  |   |
| 23 | 12.10.1952 | URS    | Никита Симонян      | ДО (Свердловск)             | Д    | КСССР  | ??, ??        | 5:1  |   |
| 24 | 27.05.1953 | URS    | Никита Симонян      | Спартак (Вильнюс)           | Д    | ЧСССР  | ??, ??, ??    | 7:0  |   |
| 25 | 27.05.1953 | URS    | Николай Паршин      | Спартак (Вильнюс)           | Д    | ЧСССР  | 04, 39, ??    | 7:0  |   |
| 26 | 04.07.1953 | URS    | Борис Татушин       | Торпедо (Москва)            | Д    | ЧСССР  | 60, 72, 81    | 7:1  |   |
| 27 | 26.09.1953 | URS    | Николай Дементьев   | Металлург (Запорожье)       | Д    | КСССР  | нпт, нвт, кпт | 5:0  |   |
| 28 | 16.07.1955 | URS    | Николай Паршин      | Локомотив (Москва)          | Г    | ЧСССР  | 13, 67, 75    | 4:5  |   |
| 29 | 14.06.1956 | URS    | Анатолий Исаев      | Динамо (Тбилиси)            | Д    | ЧСССР  | 54, 72, 78    | 4:2  |   |
| 30 | 28.06.1957 | URS    | Никита Симонян      | Зенит (Ленинград)           | Д    | ЧСССР  | 06, 43, ??    | 3:4  |   |
| 31 | 02.05.1958 | URS    | Анатолий Ильин      | Торпедо (Москва)            | Г    | ЧСССР  | 11, 37, 56    | 3:3  |   |
| 32 | 08.08.1959 | URS    | Анатолий Исаев      | Динамо (Москва)             | Г    | ЧСССР  | 35, 80, 82    | 1:3  |   |
| 33 | 26.05.1960 | URS    | Анатолий Ильин      | Шахтёр (Сталино)            | Д    | ЧСССР  | 13, 75, 85    | 5:0  |   |
| 34 | 10.06.1964 | URS    | Вячеслав Амбарцумян | Кубань (Краснодар)          | Г    | КСССР  | 31, 47, 83    | 1:4  |   |
| 35 | 06.07.1969 | URS    | Николай Осянин      | Кайрат (Алма-Ата)           | Д    | ЧСССР  | 30, 49, 59    | 4:1  |   |
| 36 | 15.09.1969 | URS    | Галимзян Хусаинов   | СКА (Ростов-на-Дону)        | Д    | ЧСССР  | 54, 80, 84    | 4:0  |   |
| 37 | 28.03.1971 | URS    | Вячеслав Егорович   | Пахтакор (Ташкент)          | Д    | КСССР  | 30, 33, нвт   | 3:0  |   |
| 38 | 27.09.1975 | URS    | Валерий Андреев     | Черноморец (Одесса)         | Д    | ЧСССР  | 52, 67, 85    | 3:1  |   |
| 39 | 27.03.1976 | URS    | Валерий Гладилин    | Таврия (Симферополь)        | Д    | КСССР  | 21, 54, 75    | 3:4  |   |
| 40 | 23.08.1977 | URS    | Вадим Павленко      | Уралмаш (Свердловск)        | Д    | ЧСССР  | 10, 38, 61    | 5:1  |   |
| 41 | 26.06.1978 | URS    | Георгий Ярцев       | Пахтакор (Ташкент)          | Г    | ЧСССР  | 35, 63, 70    | 1:3  |   |
| 42 | 19.08.1979 | URS    | Георгий Ярцев       | Локомотив (Москва)          | Г    | ЧСССР  | 57, 78, 81    | 1:8  |   |
| 43 | 14.07.1983 | URS    | Юрий Гаврилов       | Черноморец (Одесса)         | Д    | ЧСССР  | 10, 80, 89    | 4:0  |   |
| 44 | 08.06.1985 | URS    | Андрей Рудаков      | Металлист (Харьков)         | Г    | ЧСССР  | 08, 18, 55    | 0:7  |   |
| 45 | 19.06.1985 | URS    | Сергей Родионов     | Динамо (Москва)             | Д    | ЧСССР  | 19, 78, 80    | 5:1  |   |
| 46 | 28.09.1985 | URS    | Фёдор Черенков      | Черноморец (Одесса)         | Д    | ЧСССР  | 26, 35, 36    | 6:0  |   |
| 47 | 29.03.1986 | URS    | Сергей Родионов     | Кайрат (Алма-Ата)           | Д    | ЧСССР  | 33, 71, 83    | 3:0  |   |
| 48 | 08.07.1986 | URS    | Андрей Рудаков      | Динамо (Минск)              | Д    | ЧСССР  | 26, 41, 59    | 7:0  |   |
| 49 | 06.07.1989 | URS    | Сергей Родионов     | Зенит (Ленинград)           | Г    | ЧСССР  | 64, 72, 77    | 1:5  |   |
| 50 | 21.07.1990 | URS    | Александр Мостовой  | Даугава (Рига)              | Д    | КСССР  | 06, 25, 60    | 5:0  |   |
| 51 | 14.09.1991 | RUS    | Дмитрий Попов       | Динамо (Москва)             | Д    | ЧСССР  | 23, 36, 87    | 7:1  |   |
| 52 | 31.10.1992 | RUS    | Дмитрий Радченко    | Динамо (Москва)             | Г    | ЧР     | 09, 49, 64    | 2:5  |   |
| 53 | 12.05.1993 | RUS    | Владимир Бесчастных | Крылья Советов (Самара)     | Г    | ЧР     | 11, 17, 20    | 1:3  |   |
| 54 | 27.06.1993 | RUS    | Игорь Ледяхов       | ЦСКА (Москва)               | Д    | ЧР     | 14, 54, 90    | 6:0  |   |
| 55 | 17.07.1993 | RUS    | Николай Писарев     | Уралмаш (Екатеринбург)      | Г    | ЧР     | 10, 36, 48    | 2:8  |   |
| 56 | 17.07.1993 | RUS    | Валерий Карпин      | Уралмаш (Екатеринбург)      | Г    | ЧР     | 13, 51, 60    | 2:8  |   |
| 57 | 15.09.1993 | RUS    | Сергей Родионов     | Сконто (Рига, Латвия)       | Г    | ЛЧ     | 07, 40, 42    | 0:5  |   |
| 58 | 17.04.1994 | RUS    | Владимир Бесчастных | Лада (Тольятти)             | Г    | ЧР     | 19, 53, 73    | 1:5  |   |
| 59 | 01.04.1995 | RUS    | Мухсин Мухамадиев   | Уралмаш (Екатеринбург)      | Д    | ЧР     | 13, 15, 68    | 5:1  |   |
| 60 | 09.07.1997 | RUS    | Максим Бузникин     | Ротор (Волгоград)           | Д    | ЧР     | 01, 66, 70    | 3:2  |   |
| 61 | 21.03.1998 | RUS    | Илья Цымбаларь      | Кубань (Краснодар)          | Д    | КР     | 04, 45, 52    | 6:0  |   |
| 62 | 05.07.1998 | RUS    | Анатолий Канищев    | Тюмень (Тюмень)             | Г    | ЧР     | 40, 53, 88    | 0:6  |   |
| 63 | 15.09.1999 | RUS    | Андрей Тихонов      | Виллем II (Тилбург)         | Г    | ЛЧ     | 27, 37, 53    | 1:3  |   |
| 64 | 03.10.1999 | BRA    | Луис Робсон         | Жемчужина (Сочи)            | Г    | ЧР     | 19, 72, 75    | 3:7  |   |
| 65 | 04.07.2000 | BRA    | Луис Робсон         | Торпедо (Москва)            | Д    | ЧР     | 13, 53, 90+   | 4:2  |   |
| 66 | 27.08.2000 | RUS    | Александр Ширко     | Локомотив (Нижний Новгород) | Д    | ЧР     | 12, 21, 51    | 3:1  |   |
| 67 | 18.04.2004 | RUS    | Александр Самедов   | Амкар (Пермь)               | Д    | ЧР     | 32, 69, 71    | 6:0  |   |
| 68 | 19.08.2007 | RUS    | Роман Павлюченко    | Кубань (Краснодар)          | Д    | ЧР     | 02, 39, 51    | 4:0  |   |
| 69 | 20.09.2007 | RUS    | Роман Павлюченко    | Хеккен (Гётеборг, Швеция)   | Д    | КУЕФА  | 06, 14, 20    | 5:0  |   |
| 70 | 23.09.2007 | RUS    | Роман Павлюченко    | Локомотив (Москва)          | Г    | ЧР     | 11, 20, 77    | 4:3  |   |
| 71 | 08.08.2009 | BRA    | Веллитон            | Спартак (Нальчик)           | Г    | ЧР     | 06, 11, 90+4  | 2:4  |   |
| 72 | 15.08.2010 | BRA    | Веллитон            | Локомотив (Москва)          | Г    | ЧР     | 18, 30, 65    | 2:3  |   |
| 73 | 21.08.2010 | BRA    | Веллитон            | Томь (Томск)                | Д    | ЧР     | 52, 55, 58    | 4:2  |   |
| 74 | 29.10.2011 | NIG    | Эммануэль Эменике   | Локомотив (Москва)          | Д    | ЧР     | 02, 15, 51    | 3:0  |   |
| 75 | 10.03.2013 | ARM    | Юра Мовсисян        | Терек (Грозный)             | Д    | ЧР     | 02, 29, 76    | 3:1  |   |
| 76 | 10.10.2013 | ARM    | Юра Мовсисян        | Зенит (Санкт-Петербург)     | Д    | ЧР     | 33, 44, 48    | 4:2  |   |
| 77 | 08.04.2018 | NED    | Квинси Промес       | Анжи                        | Г    | ЧР     | 10, 14, 27    | 1:4  |   |

### Прочие рекорды
- Наибольшее количество трофеев (без учёта трофеев молодёжной команды): 12 — Дмитрий Ананко
- Самый молодой игрок основного состава в чемпионате России: 16 лет и 78 дней — Алексей Ребко («Спартак» М — «Зенит», 10 июля 2002 года)
- Самый молодой автор гола: 17 лет и 8 дней — Джано Ананидзе («Спартак» М — «Локомотив» М, 18 октября 2009 года)
- Наибольшее количество матчей, проведённых подряд: 172 — Сергей Шавло

## Трансферы

### Рекордные уплаченные суммы
| № | Игрок           | Страна            | Откуда      | Стоимость (€ млн) | Год  |
| 1 | Ливай Гарсия    | Тринидад и Тобаго | АЕК (Афины) | 18,7              | 2025 |
| 2 | Гус Тил         | Нидерланды        | АЗ          | 18                | 2019 |
| 3 | Эсекьель Барко  | Аргентина         | Ривер Плейт | 14                | 2024 |
| 4 | Манфред Угальде | Коста-Рика        | Твенте      | 13                | 2024 |
| 5 | Фернандо        | Бразилия          | Сампдория   | 12,5              | 2016 |

### Рекордные полученные суммы
| № | Игрок             | Страна     | Куда              | Стоимость (€ млн) | Год  |
| 1 | Квинси Промес     | Нидерланды | Севилья           | 21                | 2018 |
| 2 | Роман Павлюченко  | Россия     | Тоттенхэм Хотспур | 17,4              | 2008 |
| 3 | Фернандо          | Бразилия   | Бэйцзин Гоань     | 15                | 2019 |
| 4 | Эммануэль Эменике | Нигерия    | Фенербахче        | 13                | 2013 |
| 5 | Зе Луиш           | Кабо-Верде | Порту             | 10,75             | 2019 |

## Индивидуальные рекорды тренеров
- Тренер, выигравший первый трофей: Михаил Козлов, Чемпионат СССР, 1936 год
- Наиболее продолжительная тренерская карьера: 13 лет (551 официальных матча) — Олег Романцев (с 1989 года по 1995, с 1997 года по 2003)
- Наибольшее количество трофеев: 13 — Олег Романцев

## Матчи

### Рекордные победы
- Самая крупная победа во всех соревнованиях:
  - 19:0 — против «Вахш», Кубок чемпионов Содружества 1998, 25 января 1998
- Самая крупная победа в чемпионате СССР:
  - 8:0 — против «Динамо» (Одесса), 8 июля 1939
  - 9:2 — против «Буревестник» (Кишинёв), 6 сентября 1956
  - 8:1 — против «Динамо» (Минск), 26 июня 1947
  - 8:1 — против «Динамо» (Ленинград), 29 мая 1949
  - 8:1 — против «Локомотив» (Москва), 19 августа 1979
  - 7:0 — против «Металлист» (Харьков), 8 июня 1985
  - 7:0 — против «Динамо» (Минск), 8 июля 1986
- Самая крупная победа в чемпионате России:
  - 7:0 — против «Тюмень» (Тюмень), 9 сентября 1998
- Самая крупная победа в кубке СССР:
  - 7:0 — против «Буревестник» (Кишинёв), 25 октября 1950
  - 7:0 — против ОДО Ташкент, 22 сентября 1951
  - 7:1 — против «Спартак» (Херсон), 26 октября 1949
- Самая крупная победа в кубке России:
  - 7:0 — против «Волга» (Нижний Новгород), 23 сентября 2015[14]
  - 6:0 — против «Кубань» (Краснодар), 21 марта 1998
- Самая крупная победа в еврокубках:
  - 5:0 — против «Женесс» (Люксембург), Кубок европейских чемпионов, 17 сентября 1980
  - 5:0 — против ХИК (Финляндия), Кубок УЕФА, 28 сентября 1983
  - 5:0 — против Сконто (Латвия), Лига чемпионов, 15 сентября 1993
  - 5:0 — против Литекс (Болгария), Лига чемпионов, 12 августа 1998
  - 5:1 — против Севилья (Испания), Лига чемпионов, 17 октября 2017
- Самая крупная победа дублёров:
  - 12:0 — против «Рекорд» (Александров), 20 июня 1994
  - 12:0 — против «Смена» (Москва), 21 июня 1995
  - 10:0 — против «Виктор-Гигант» (Воскресенск), 28 июля 1994
- Самая крупная победа в товарищеских матчах:
  - 22:0 — против сборной Литвы, 25 июля 1940
  - 21:0 — против «Спартак» (Хайфа, Израиль), 16 января 1999

### Рекордные поражения
- Самые крупные поражение в чемпионате СССР:
  - 1:6 — против СКА (Ростов-на-Дону), 10 июня 1984
  - 0:5 — против «Торпедо» (Москва), 27 мая 1945
  - 0:5 — против «Динамо» (Москва), 30 августа 1946
  - 0:5 — против «Зенит» (Ленинград), 2 июня 1949
  - 0:5 — против «Торпедо» (Москва), 2 августа 1964
- Самое крупное поражение в чемпионате России:
  - 1:7 — против «Зенит» (Санкт-Петербург), 24 октября 2021
- Самое крупное поражение в кубке Федерации Футбола СССР:
  - 0:4 — против «Днепр» (Днепропетровск), 27 октября 1986
- Самое крупное поражение в еврокубках:
  - 0:7 — против «Ливерпуль» (Англия), Лига чемпионов, 6 декабря 2017
- Самое крупное поражение в Суперкубке России:
  - 0:4 — против «Зенит» (Санкт-Петербург), 9 июля 2022
- В Кубках СССР, России и Премьер-лиги поражений с разницей больше чем три мяча не было.

### Голы

#### Забитые голы
- Наибольшее количество забитых голов в сезоне в чемпионате СССР:
  - в 42-матчевом сезоне: 75 — сезон 1962
  - в 38-матчевом сезоне: 83 — сезон 1977[15]
  - в 36-матчевом сезоне: 77 — сезон 1950
  - в 34-матчевом сезоне: 93 — сезон 1949
  - в 32-матчевом сезоне: 45 — сезон 1970
  - в 30-матчевом сезоне: 57 — сезоны 1961 и 1991
  - в 28-матчевом сезоне: 50 — сезон 1951
  - в 26-матчевом сезоне: 64 — сезон 1948
  - в 25-матчевом сезоне: 79 — сезон 1938
  - в 24-матчевом сезоне: 54 — сезон 1940
  - в 22-матчевом сезоне: 68 — сезон 1956
  - в 20-матчевом сезоне: 47 — сезон 1953
  - в 16-матчевом сезоне: 24 — сезон 1937
  - в 15-матчевом сезоне: 15 — сезон 1976 (осень)
  - в 13-матчевом сезоне: 26 — сезон 1952
  - в 7-матчевом сезоне: 19 — сезон 1936 (осень)
  - в 6-матчевом сезоне: 12 — сезон 1936 (весна)
- Наименьшее количество забитых голов в сезоне в чемпионате СССР:
  - в 42-матчевом сезоне: 75 — сезон 1962
  - в 38-матчевом сезоне: 64 — сезон 1968
  - в 36-матчевом сезоне: 38 — сезон 1967
  - в 34-матчевом сезоне: 49 — сезон 1980
  - в 32-матчевом сезоне: 28 — сезон 1965
  - в 30-матчевом сезоне: 27 — сезон 1975
  - в 28-матчевом сезоне: 50 — сезон 1951
  - в 26-матчевом сезоне: 58 — сезон 1939
  - в 25-матчевом сезоне: 79 — сезон 1938
  - в 24-матчевом сезоне: 34 — сезон 1947
  - в 22-матчевом сезоне: 22 — сезон 1945
  - в 20-матчевом сезоне: 47 — сезон 1953
  - в 16-матчевом сезоне: 24 — сезон 1937
  - в 15-матчевом сезоне: 10 — сезон 1976 (весна)
  - в 13-матчевом сезоне: 26 — сезон 1952
  - в 7-матчевом сезоне: 19 — сезон 1936 (осень)
  - в 6-матчевом сезоне: 12 — сезон 1936 (весна)
- Наибольшее количество забитых голов в сезоне в чемпионате России:
  - в 44-матчевом сезоне: 68 — сезон 2011/12[16]
  - в 34-матчевом сезоне: 81 — сезон 1993
  - в 32-матчевом сезоне: 71 — сезон 1992[16]
  - в 30-матчевом сезоне: 76 — сезон 1995
- Наименьшее количество забитых голов в сезоне в чемпионате России:
  - в 44-матчевом сезоне: 68 — сезон 2011/12[16]
  - в 34-матчевом сезоне: 67 — сезон 1997
  - в 32-матчевом сезоне: 71 — сезон 1992[16]
  - в 30-матчевом сезоне: 36 — сезон 2018/19

#### Пропущенные голы
- Наибольшее количество пропущенных голов в сезоне в чемпионате СССР:
  - в 42-матчевом сезоне: 39 — сезон 1962
  - в 38-матчевом сезоне: 43 — сезон 1968
  - в 36-матчевом сезоне: 41 — сезон 1966
  - в 34-матчевом сезоне: 43 — сезон 1949
  - в 32-матчевом сезоне: 26 — сезон 1965
  - в 30-матчевом сезоне: 34 — сезон 1961
  - в 28-матчевом сезоне: 35 — сезон 1951
  - в 26-матчевом сезоне: 34 — сезон 1948
  - в 25-матчевом сезоне: 19 — сезон 1938
  - в 24-матчевом сезоне: 35 — сезон 1940
  - в 22-матчевом сезоне: 44 — сезон 1945
  - в 20-матчевом сезоне: 15 — сезон 1953
  - в 16-матчевом сезоне: 16 — сезон 1937
  - в 15-матчевом сезоне: 18 — сезоны 1976 (весна) и 1976 (осень)
  - в 13-матчевом сезоне: 12 — сезон 1952
  - в 7-матчевом сезоне: 10 — сезон 1936 (осень)
  - в 6-матчевом сезоне: 7 — сезон 1936 (весна)
- Наименьшее количество пропущенных голов в сезоне в чемпионате СССР:
  - в 42-матчевом сезоне: 39 — сезон 1962
  - в 38-матчевом сезоне: 33 — сезон 1963
  - в 36-матчевом сезоне: 30 — сезон 1967
  - в 34-матчевом сезоне: 20 — сезон 1969[16]
  - в 32-матчевом сезоне: 25 — сезон 1970
  - в 30-матчевом сезоне: 19 — сезон 1989
  - в 28-матчевом сезоне: 35 — сезон 1951
  - в 26-матчевом сезоне: 23 — сезон 1939
  - в 25-матчевом сезоне: 19 — сезон 1938
  - в 24-матчевом сезоне: 26 — сезоны 1947, 1954 и 1990
  - в 22-матчевом сезоне: 27 — сезон 1955
  - в 20-матчевом сезоне: 15 — сезон 1953
  - в 16-матчевом сезоне: 16 — сезон 1937
  - в 15-матчевом сезоне: 18 — сезоны 1976 (весна) и 1976 (осень)
  - в 13-матчевом сезоне: 12 — сезон 1952
  - в 7-матчевом сезоне: 10 — сезон 1936 (осень)
  - в 6-матчевом сезоне: 7 — сезон 1936 (весна)
- Наибольшее количество пропущенных голов в сезоне в чемпионате России:
  - в 44-матчевом сезоне: 48 — сезон 2011/12[16]
  - в 34-матчевом сезоне: 34 — сезон 1996
  - в 32-матчевом сезоне: 21 — сезон 1992[16]
  - в 30-матчевом сезоне: 48 — сезон 2003
- Наименьшее количество пропущенных голов в сезоне в чемпионате России:
  - в 44-матчевом сезоне: 48 — сезон 2011/12[16]
  - в 34-матчевом сезоне: 18 — сезон 1993
  - в 32-матчевом сезоне: 21 — сезон 1992[16]
  - в 30-матчевом сезоне: 21 — сезон 1994

#### Разница забитых и пропущенных мячей
- Наилучшая разница забитых и пропущенных мячей в сезоне в чемпионате СССР:
  - в 42-матчевом сезоне: +36 — сезон 1962
  - в 38-матчевом сезоне: +41 — сезон 1977[15]
  - в 36-матчевом сезоне: +37 — сезон 1950
  - в 34-матчевом сезоне: +50 — сезон 1949
  - в 32-матчевом сезоне: +20 — сезон 1970
  - в 30-матчевом сезоне: +31 — сезон 1986
  - в 28-матчевом сезоне: +15 — сезон 1951
  - в 26-матчевом сезоне: +35 — сезон 1939
  - в 25-матчевом сезоне: +60 — сезон 1938
  - в 24-матчевом сезоне: +23 — сезон 1954
  - в 22-матчевом сезоне: +40 — сезон 1956
  - в 20-матчевом сезоне: +32 — сезон 1953
  - в 16-матчевом сезоне: +8 — сезон 1937
  - в 15-матчевом сезоне: -3 — сезон 1976 (осень)
  - в 13-матчевом сезоне: +14 — сезон 1952
  - в 7-матчевом сезоне: +9 — сезон 1936 (осень)
  - в 6-матчевом сезоне: +5 — сезон 1936 (весна)
- Наихудшая разница забитых и пропущенных мячей в сезоне в чемпионате СССР:
  - в 42-матчевом сезоне: +36 — сезон 1962
  - в 38-матчевом сезоне: +21 — сезон 1968
  - в 36-матчевом сезоне: +4 — сезон 1966
  - в 34-матчевом сезоне: +23 — сезон 1980
  - в 32-матчевом сезоне: +2 — сезон 1965
  - в 30-матчевом сезоне: -3 — сезон 1975
  - в 28-матчевом сезоне: +15 — сезон 1951
  - в 26-матчевом сезоне: +30 — сезон 1948
  - в 25-матчевом сезоне: +60 — сезон 1938
  - в 24-матчевом сезоне: +8 — сезон 1947
  - в 22-матчевом сезоне: -22 — сезон 1945
  - в 20-матчевом сезоне: +32 — сезон 1953
  - в 16-матчевом сезоне: +8 — сезон 1937
  - в 15-матчевом сезоне: -8 — сезон 1976 (весна)
  - в 13-матчевом сезоне: +14 — сезон 1952
  - в 7-матчевом сезоне: +9 — сезон 1936 (осень)
  - в 6-матчевом сезоне: +5 — сезон 1936 (весна)
- Наилучшая разница забитых и пропущенных мячей в сезоне в чемпионате России:
  - в 44-матчевом сезоне: +20 — сезон 2011/12[16]
  - в 34-матчевом сезоне: +63 — сезон 1993
  - в 32-матчевом сезоне: +50 — сезон 1992[16]
  - в 30-матчевом сезоне: +52 — сезон 1994
- Наихудшая разница забитых и пропущенных мячей в сезоне в чемпионате России:
  - в 44-матчевом сезоне: +20 — сезон 2011/12[16]
  - в 34-матчевом сезоне: +36 — сезон 1996
  - в 32-матчевом сезоне: +50 — сезон 1992[16]
  - в 30-матчевом сезоне: -10 — сезон 2003

## Очки
- Наибольшее количество набранных очков в сезоне в чемпионате СССР (3 очка за победу, 2 за ничью, 1 за поражение и 0 за неявку):
  - в 16-матчевом сезоне: 37 — сезон 1937
  - в 7-матчевом сезоне: 17 — сезон 1936 (осень)
  - в 6-матчевом сезоне: 13 — сезон 1936 (весна)
- Наибольшее количество набранных очков в сезоне в чемпионате СССР (2 очка за победу, 1 за ничью и 0 за поражение):
  - в 44-матчевом сезоне: 74 — сезон 1969[16]
  - в 38-матчевом сезоне: 54 — сезон 1977[15]
  - в 36-матчевом сезоне: 44 — сезон 1950
  - в 34-матчевом сезоне: 50 — сезон 1979
  - в 32-матчевом сезоне: 38 — сезон 1970
  - в 30-матчевом сезоне: 44 — сезон 1989
  - в 28-матчевом сезоне: 31 — сезон 1951
  - в 26-матчевом сезоне: 37 — сезоны 1939, 1948
  - в 25-матчевом сезоне: 39 — сезон 1938
  - в 24-матчевом сезоне: 31 — сезоны 1940, 1954
  - в 22-матчевом сезоне: 34 — сезон 1956
  - в 20-матчевом сезоне: 29 — сезон 1953
  - в 15-матчевом сезоне: 13 — сезон 1976 (осень)
  - в 13-матчевом сезоне: 20 — сезон 1952
- Наибольшее количество набранных очков в сезоне в чемпионате России (2 очка за победу, 1 за ничью и 0 за поражение):
  - в 34-матчевом сезоне: 53 — сезон 1993
  - в 32-матчевом сезоне: 52 — сезон 1992[16]
  - в 30-матчевом сезоне: 50 — сезон 1994
- Наибольшее количество набранных очков в сезоне в чемпионате России (3 очка за победу, 1 за ничью и 0 за поражение):
  - в 44-матчевом сезоне: 75 — сезон 2011/12[16]
  - в 34-матчевом сезоне: 73 — сезон 1997
  - в 30-матчевом сезоне: 72 — сезон 1999